# Nephelinsyenit
Der Nephelinsyenit ist ein holokristallines magmatisches Alkaligestein, das vorwiegend aus Nephelin und Alkalifeldspat besteht. Die Farbgebung ist meist blass, grau oder rosafarben und ähnelt der von Graniten, es sind jedoch auch dunkelgrüne Varietäten bekannt. Vulkanisches Äquivalent des Nephelinsyenits ist feinkörniger Phonolith. Im Vergleich zu anderen Magmatiten ist Nephelinsyenit ein relativ seltenes Gestein.

## Etymologie

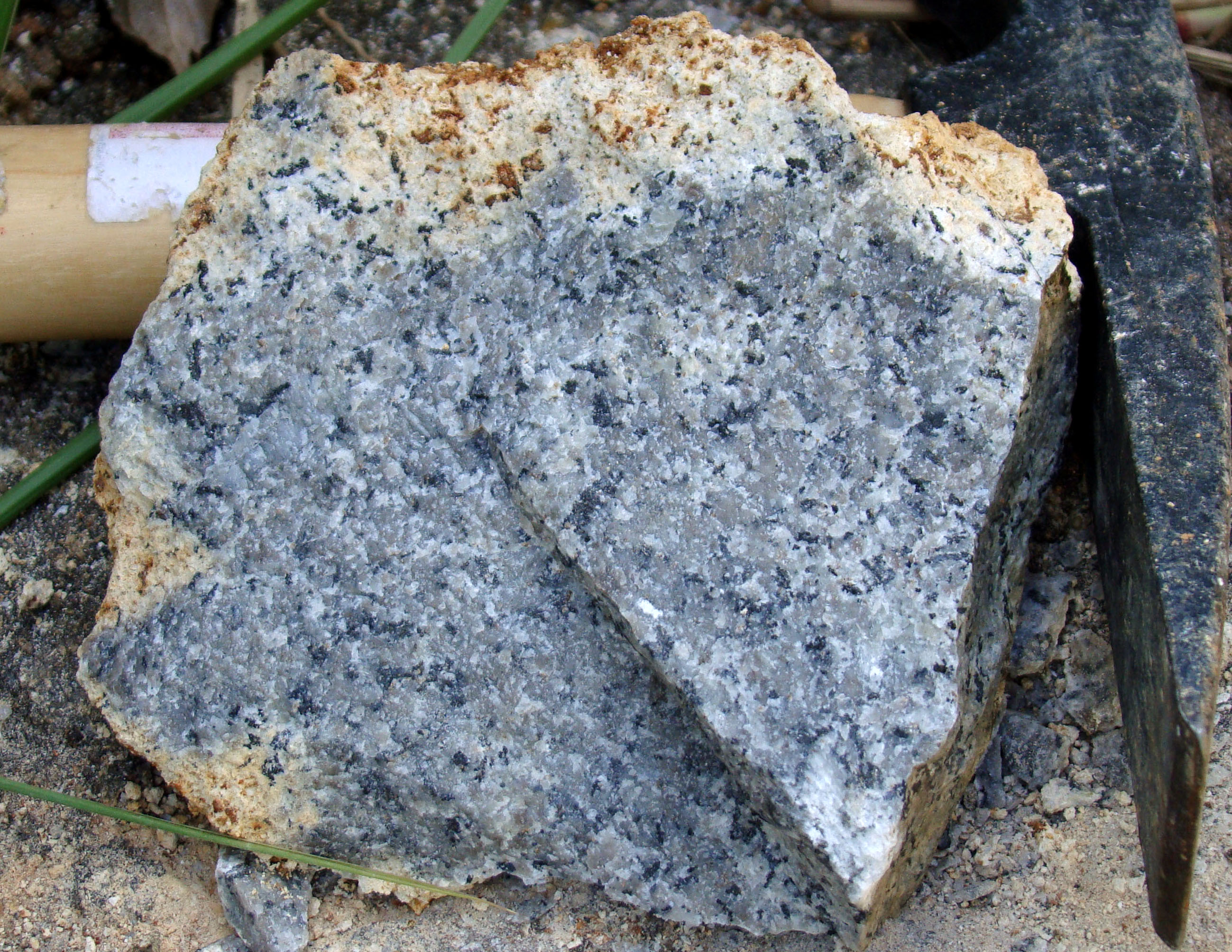
Nephelinsyenit vom Intrusionskomplex Tanguá, Rio de Janeiro, Brasilien

Nephelinsyenit ist eine Wortzusammensetzung aus dem Mineral Nephelin und dem Gestein Syenit. Nephelin leitet sich vom Griechischen νεφέλη ab – mit der Bedeutung „Wolke“. Syenit ist nach seiner Typlokalität Syene im Süden Ägyptens benannt.

## Geschichtliches
Nephelinsyenit wurde erstmals im Jahr 1877 von Karl Heinrich Rosenbusch wissenschaftlich beschrieben. Auch Albert Johannsen und Sergei Ivanovich Tomkeieff und Kollegen beschrieben das Gestein. Johann Reinhard Blum aus Heidelberg hatte bereits 1861 Nephelinsyenit noch als den Foidsyenit Foyait bezeichnet (nach dem Berg Fóia in Portugal).

## Petrologie

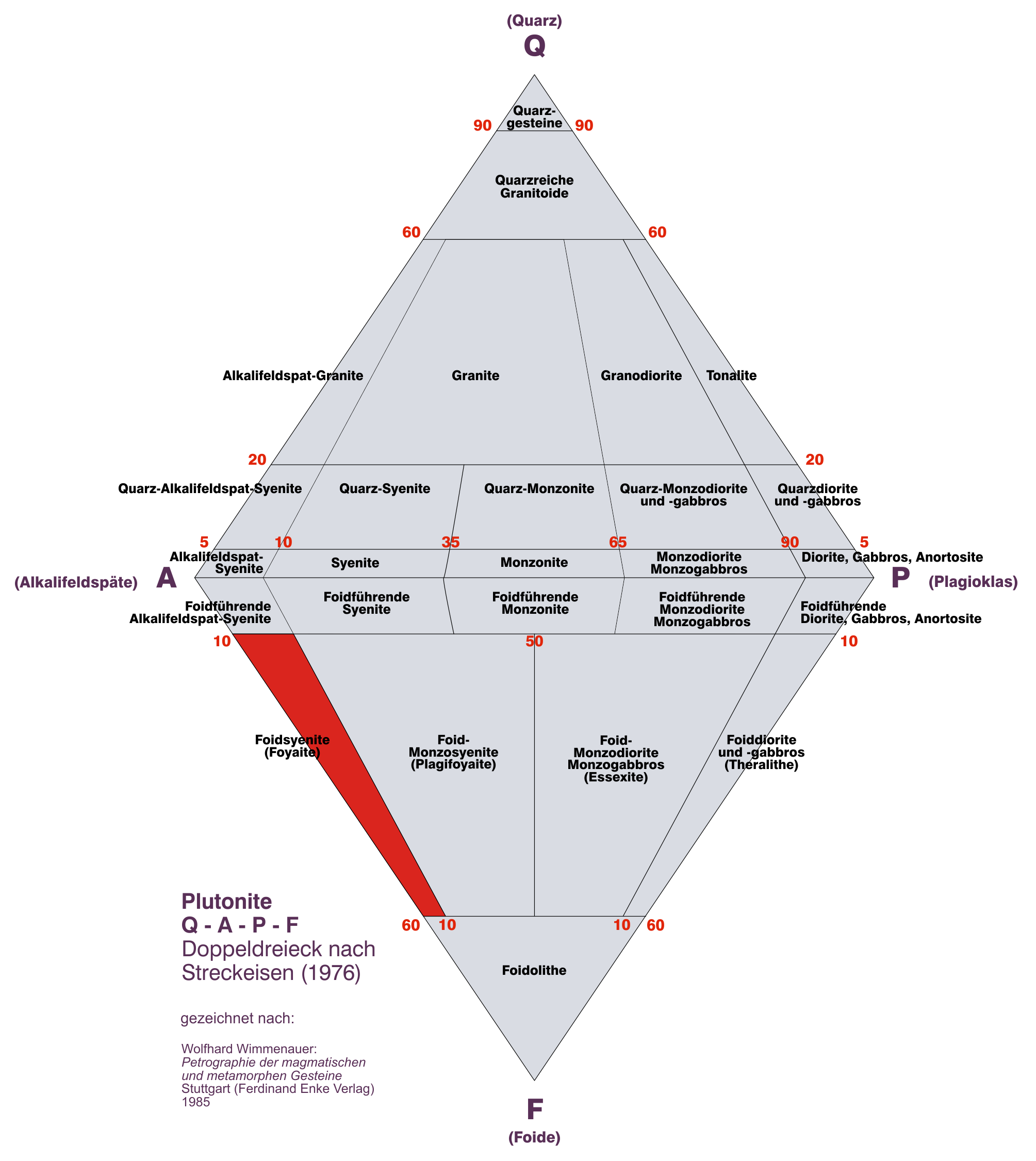
Der Nephelinsyenit plottet als Foidsyenit im QAPF-Diagramm

Die leukokratischen Nephelinsyenite sind generell an Kieselsäure untersättigt (keine normative Komponente q) und einige sind peralkalisch (mit Al2O3/( K2O + Na2O) < 1) bzw. metaluminos (mit Al2O3/( K2O + Na2O + CaO) < 1 und Al2O3/( K2O + Na2O) > 1). Sie unterscheiden sich von Syeniten nicht nur durch die Anwesenheit von Nephelin, sondern auch durch andere Minerale, die reich an Alkalien, Seltenen Erden und anderen inkompatiblen Elementen sind.

### Physikalische Eigenschaften
Nur aus Nephelin, Albit und Mikroklin bestehende Nephelinsyenite besitzen einen hohen Weißgrad mit einem Y-Farbwert > 90. Kennzeichnend ist ferner ein niedriger Brechungsindex von 1,53 – 1,55 und eine hohe chemische Beständigkeit.
Die Dichte von Nephelinsyeniten schwankt zwischen 2,55 bis 2,76 g/cm³. Ihre Härte bewegt sich zwischen 6 und 6,5. Der Schmelzpunkt liegt zwischen 1200 und 1450 °C.

### Definition
Streckeisen (1978) definierte in der IUGS-Klassifikation Nephelinsyenit noch wie folgt mit den beiden Bedingungen:
- 10 % < F/(F + A + P) < 60 % und
- P/(A + P) < 10 %,

wobei F Feldspatvertreter sind, A der Alkalifeldspat und P der Plagioklas (in Volumenprozent).
Mittlerweile wird Nephelinsyenit im QAPF-Diagramm dem Feld 11 des Foidsyenits zugeordnet (dessen häufigste Vertreter sie stellen), mit Nephelin als bedeutendstem Feldspatvertreter. Ist der Nephelingehalt geringer als 10 Volumenprozent, so wird von einem Alkalisyenit oder auch Pulaskit gesprochen. Ohne jeden Quarz und Nephelin von Alkalisyenit oder nur von Syenit. Die Feldspatvertreter machen 10 bis 60 Volumenprozent des Gesteins aus. Quarz fehlt. Alkalifeldspat stellt 90 Volumenprozent der gesamten Feldspäte.

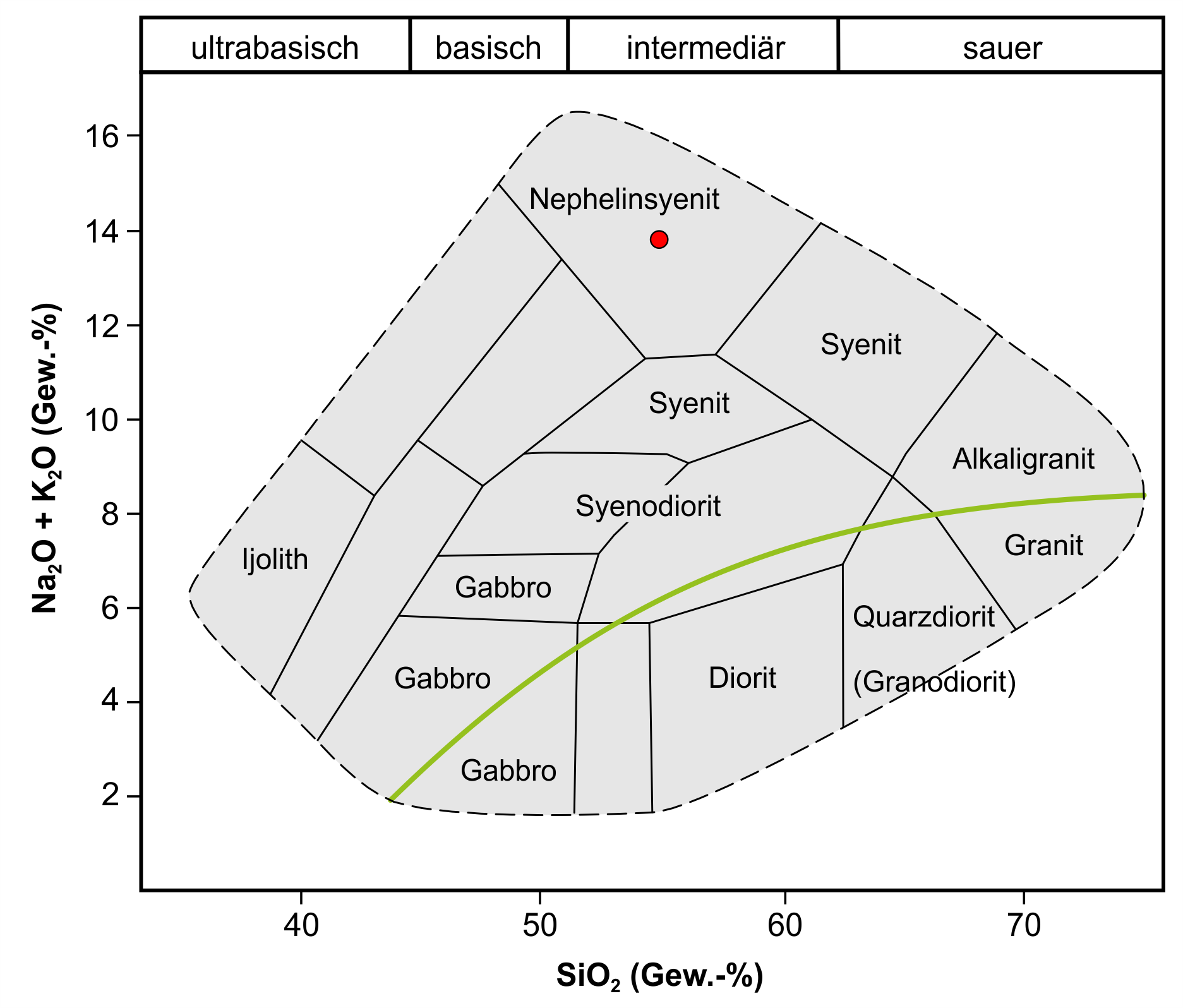
Veraltetes TAS-Diagramm nach Wilson (1989). Der rote Punkt gibt die Zusammensetzung des Durchschnitts-Nephelinsyeniten wider.

Im TAS-Diagramm ist der Nephelinsyenit mit dem Feld U3 eines Tephriphonoliths identisch. Dieser besitzt an (Na2O + K2O) zwischen 9,3 und 14,0 Gewichtsprozent und sein SiO2-Gehalt variiert zwischen 48,4 und 57,6 Gewichtsprozent.
Im veralteten TAS-Diagram von Wilson (1989) beginnen (Na2O + K2O) erst bei 11,5 Gewichtsprozent und reichen bis etwa 16 Gewichtsprozent, der SiO2-Gehalt erstreckt sich hier von etwa 48 bis 62 Gewichtsprozent.

### Mineralogie
Bedingt durch die Anwesenheit von Feldspatvertretern ist Nephelinsyenit ein ausgesprochen typisches Alkaligestein. Nephelin ist ein Feldspatvertreter, der nicht mit Quarz koexistiert. Auch Orthopyroxen fehlt im Nephelinsyenit. Vielmehr wird Nephelin unter Bildung von Alkalifeldspat mit Quarz reagieren.
Im Nephelinsyenit dominiert neben Nephelin (ca. 20 Volumenprozent) eindeutig der Alkalifeldspat (ca. 70 Volumenprozent) – meist Orthoklas – Nephelinsyenit enthält aber auch Perthit (Anorthoklas) bzw. dessen herausgelöste, sehr reine Albitlamellen. Generell ist der Alkalifeldspat nicht rein kaliumhaltig, sondern vermischt natrium-kaliumhaltig. So hat in manchen Nephelinsyeniten die Kalium-, in anderen die Natriumkomponente das Übergewicht. Manche Nephelinsyenite zeichnen sich auch durch frischen und klaren Mikroklin aus. Primärminerale sind ferner Klinopyroxen (natriumhaltig), Amphibol (natriumhaltige Hornblende) und der Glimmer Biotit. Typische Nephelinsyenite enthalten 48–54 Volumenprozent Albit, 18–23 Volumenprozent Mikroklin und 20–30 Volumenprozent Nephelin.
Akzessorisch treten Sphen, als Xenokristall recht seltener Zirkon (aus Nephelinsyeniten hervorgegangene Gneise enthalten aber reichhaltig Zirkonkristalle), Apatit, der Granat Melanit, Eisenoxide wie Magnetit, ferner Ilmenit, Beryll, Korund, Eudialyt, Andradit, Perowskit, Fluorite und Sulfide in Erscheinung. In Hohlräumen können sich Drusen mit Astrophyllit und dem Zeolith Pektolith bilden.
Nephelin ist der dominierende Feldspatvertreter und kann idiomorph in kurzen Prismen auftreten, kann aber auch xenomorph und sogar poikilitisch sein. Seine Farbgebung ist aufgrund der Entmischung der Kalsilit-Komponente meist grau oder durch Einschlüsse von Hämatit rötlich gefärbt. Er zeichnet sich ferner durch einen charakteristischen Fettglanz aus. Zusammen mit Alkalifeldspat bildet Nephelin eine Porphyrstruktur, in der es als Phänokristalle vorliegt. Gewöhnlich zeigt Nephelin eine teilweise  sekundäre Umwandlung in ein Haufwerk aus Natrolith und Cancrinit. 
Als weitere Feldspatvertreter sind manchmal auch Cancrinit, Haüyn, Leucit, Sodalith und Vishnevit vorhanden.
Die Klinopyroxene sind natriumhaltig und variieren zwischen Aegirin (Akmit), Hedenbergit und Aegirin-Augit. Sie legen oft Resorption ihrer Kristalle an den Tag. Als Reaktionssaum können hierbei die Minerale Amphibol und/oder Biotit beobachtet werden. Das Amphibol hat seinerseits einen hohen Alkaligehalt und besteht aus Alkalihornblende, Arfvedsonit, Eckermannit und Riebeckit. Alkaliklinopyroxene und Alkaliamphibole sind charakteristisch für typische Alkaligesteine. Beim Biotit handelt es sich um einen Annit, dessen Eisen/Magnesium-Verhältnis sehr hoch ist.
Sodalith, der im Dünnschliff farblos und durchsichtig erscheint, in Handstücken aber oft blassblaue Farben an den Tag legt, ist neben Nephelin der hauptsächliche Feldspatvertreter. Er tritt vorwiegend an hydrothermalen Bruchzonen auf. Oft zu beobachten ist auch rotbrauner bis schwarzer Aenigmatit. Äußerst eisenreicher Olivin ist selten, kommt aber gelegentlich in Nephelinsyeniten vor. Auch Cancrinit kann in einigen Nephelinsyeniten vorhanden sein. Aus Nephelinsyeniten und den sie durchschlagenden Pegmatiten konnten bisher eine große Zahl von interessanten und auch seltenen Mineralen berichtet werden. Sehr seltene Mineralien wie Phlogopit, Carletonit, Poudrettit (in Brekzien), Rinkit, Villiaumit und Vesuvianit (Idokras) sind oft an Pegmatite gebunden.

### Umwandlungsreaktionen
Laut Blatt und Kollegen (2006) finden in Nephelinsyeniten folgende Umwandlungsreaktionen (Alterationen) statt: so zerfällt beispielsweise Biotit zu Serizit, oder Nephelin kann zu Cancrinit, Natrolith, Serizit, Sodalith, Calcit und Analcim zerfallen. Ähnlich Sodalith, der zu Analcim, Cancrinit oder Calcit degradiert. Der Alkalifeldspat wandelt sich seinerseits wiederum zu Nephelin, Kaolinit, Sodalith, Serizit und Calcit um.

### Chemische Zusammensetzung

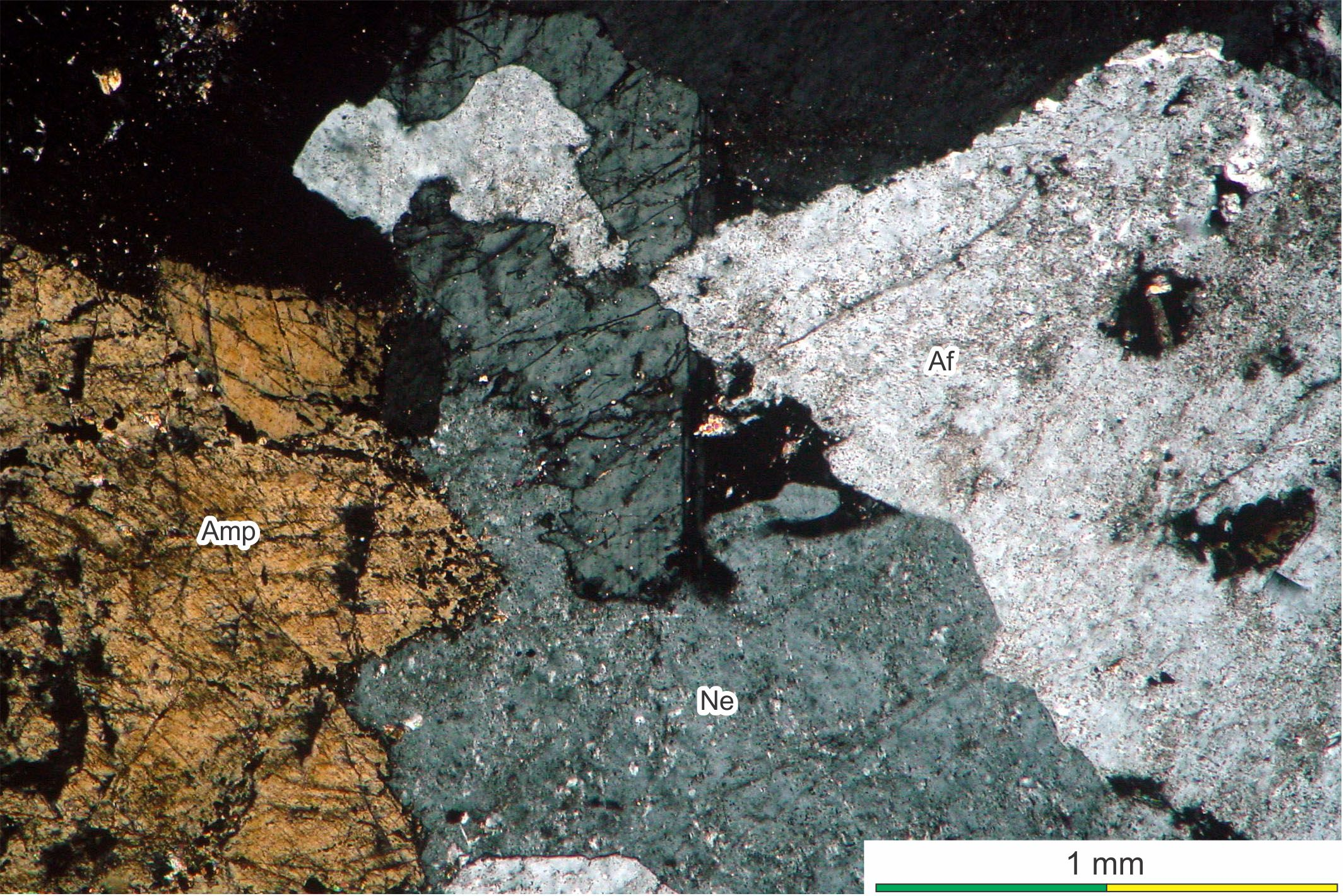
Dünnschliff eines Nephelinsyenits aus dem Intrusivkomplex von Tanguá, Rio de Janeiro, Brasilien

Die chemischen Besonderheiten von Nephelinsyeniten sind recht deutlich. Sie sind sehr reich an Alkalien (Natrium und Kalium) und an Aluminium – daher auch ihr Reichtum an Feldspatvertretern und Alkalifeldspäten. Ihr SiO2-Gehalt schwankt hierbei meist zwischen 50 und 56 Gewichtsprozent. Die Konzentrationen von CaO, MgO und FeO sind schwankend, jedoch nicht allzu hoch.
Charakteristisch für Nephelinsyenite ist ihr hohes Verhältnis von (Na2O + K2O)/SiO2 und von (Na2O + K2O)/Al2O3. Dies drückt sich in der Gegenwart von Nephelin und in alkalischen mafischen Mineralen aus. Deswegen wird Nephelinsyenit geochemisch auch als Alkaligestein klassifiziert. Die niedrigen Eisen- und Magnesiumgehalte (insgesamt etwa 3 Gewichtsprozent) lassen das Gestein als felsisch erscheinen. Aufgrund des oft bis zu 62 Gewichtsprozent variierenden, nicht allzu hohen SiO2-Gehalts entspricht der Nephelinsyenit jedoch viel eher einem intermediären Gestein – äquivalent zu Andesit und/oder Diorit. Leichte Seltene Erden (LREE) sind sehr stark angereichert und geben zu erkennen, dass das Magma zu einem hohen Grad differenzierte.
Nephelinsyenite enthalten oft die inkompatiblen Elemente Niob, Thorium, Titan und Uran.
Es folgt eine Auflistung eines weltweiten Durchschnitt-Nephelinsyenits durch Barker (1983), in der die Oxide in Gewichtsprozent aufgeführt sind. Sodann eine Analyse des kommerziellen Nephelinsyenits des Unternehmens Sibelco (Norwegen). Zum weiteren Vergleich zwei Canadite (grobkörnige Nephelinsyenite) aus der Ukraine, zwei Nephelinsyenite aus Malawi., zwei Proben aus dem Oslograben in Norwegen und eine Probe vom Nephelinsyenithbatholihen von Itarantim in Brasilien.
| Oxid Gew. %               | Durchschnitt | Sibelco  | Canadit, Ukraine | Canadit, Ukraine | Chaone, Malawi | Junguni, Malawi | Norwegen | Norwegen, Gang | Itarantim, Brasilien |
| ------------------------- | ------------ | -------- | ---------------- | ---------------- | -------------- | --------------- | -------- | -------------- | -------------------- |
| SiO2                      | 54,99        | 55,70    | 49,60            | 53,92            | 61,36          | 54,19           | 55,10    | 53,45          | 56,60                |
| TiO2                      | 0,60         | –        | 0,08             | 0,47             | 0,78           | 0,33            | 0,55     | 1,15           | 0,21                 |
| Al2O3                     | 20,96        | 24,50    | 19,17            | 17,14            | 18,95          | 23,53           | 20,16    | 17,90          | 21,60                |
| Fe2O3                     | 2,25         | 0,10 tot | 1,36             | 1,53             | 2,94 tot       | 2,16 tot        | 2,43     | 3,88           | 0,86                 |
| FeO                       | 2,05         | –        | 4,90             | 6,19             | –              | –               | 1,48     | 3,16           | 1,10                 |
| MnO                       | 0,15         | –        | 0,10             | 0,08             | 0,11           | 0,08            | 0,19     | 0,21           | 0,14                 |
| MgO                       | 0,77         | –        | 2,00             | 2,02             | 0,76           | 0,07            | 0,68     | 1,82           | 0,07                 |
| CaO                       | 2,31         | 1,10     | 6,02             | 3,50             | 1,43           | 0,76            | 3,50     | 6,20           | 5,50                 |
| Na2O                      | 8,23         | 8,20     | 7,34             | 6,42             | 6,37           | 12,26           | 7,35     | 6,23           | 6,00                 |
| K2O                       | 5,58         | 8,80     | 2,97             | 4,49             | 6,32           | 5,51            | 4,87     | 2,46           | 3,90                 |
| P2O5                      | 0,13         | –        | 0,45             | 0,64             | 0,23           | 0,05            | 0,17     | 0,47           | 0,05                 |
| Al2O3/( K2O + Na2O)       | 1,07         | 1,06     | 1,25             | 1,11             | 1,09           | 0,90            | 1,16     | 1,38           | 1,53                 |
| Al2O3/( K2O + Na2O + CaO) | 0,88         | 0,98     | 0,73             | 0,79             | 0,95           | 0,86            | 0,85     | 0,74           | 0,90                 |

Der Durchschnitts-Nephelinsyenit enthält normativ ungefähr 22 Gewichtsprozent Nephelin und 66 Gewichtsprozent Feldspat.
Der kommerzielle Nephelinsyenit aus Norwegen führt 48,5 Gewichtsprozent Mikroklin, 39,8 Gewichtsprozent Nephelin, 11,0 Gewichtsprozent Albit und 0,6 Gewichtsprozent Analcim.
Die Proben sind alle metaluminos (bis auf die Probe von Junguni in Malawi, die peralkalisch ist).
Für Nephelinsyenite existieren mehrere Gesteinsstandards (geochemische Standardproben), welche die durchschnittliche chemische Zusammensetzung des jeweiligen Gesteins wiedergeben. Dazu gehören der „Nephelinsyenit STM-1“ (Table Mountain, Oregon, USA) des USGS, der „Nephelinsyenit CHC-2“ (unbenannte Lokalität in der damaligen Sowjetunion) und der „Nephelinsyenit Len X“ der Universität Leningrad, Lehrstuhl für Mineralogie (Durchschnittsprobe aus dem Chibinen-Massiv).

## Äußere Erscheinung

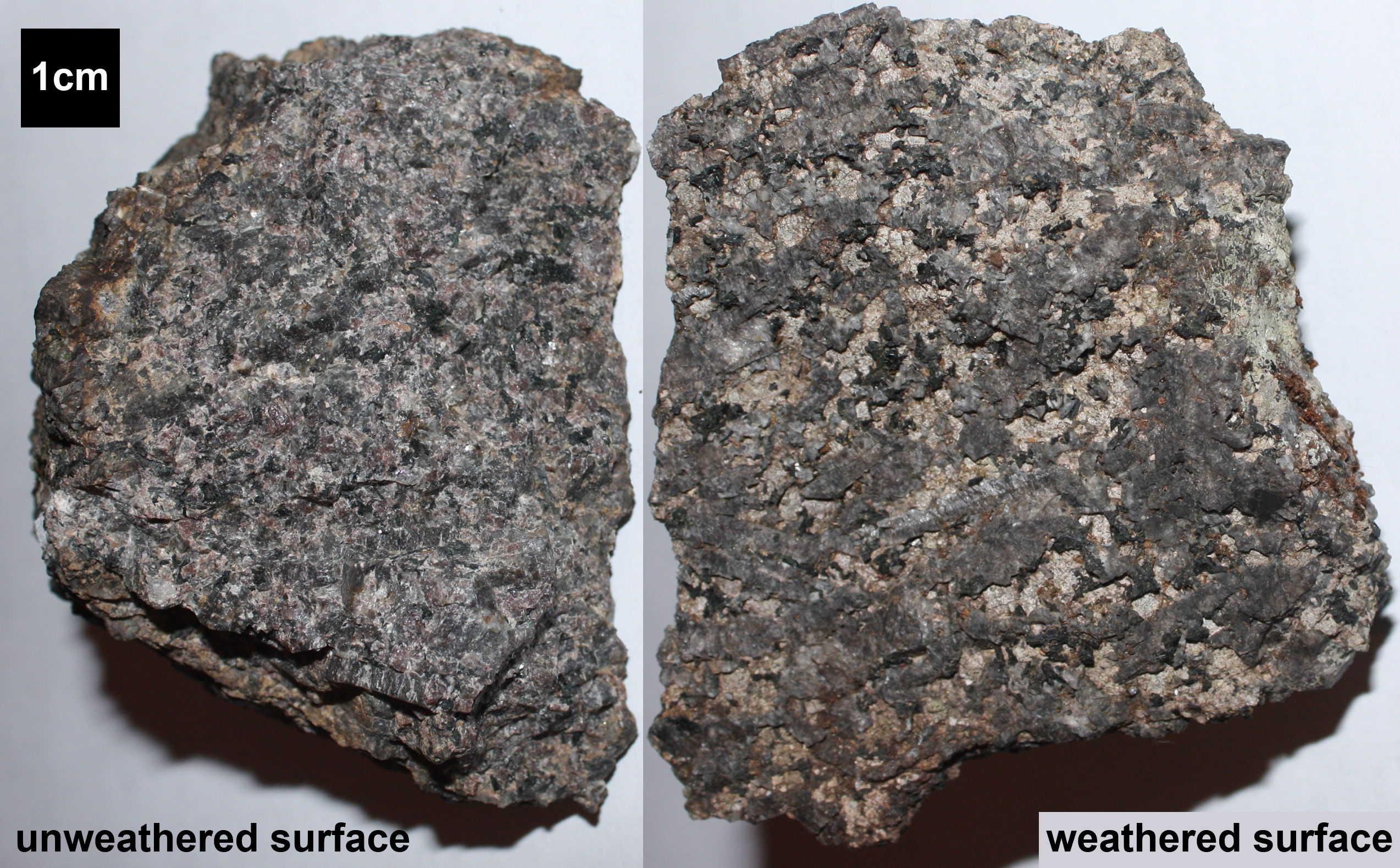
Nephelinsyenit vom Beemerville Complex im Norden New Jerseys – unverwittert (links) und verwittert (rechts)

Nephelinsyenite ähneln in ihrer äußeren Erscheinung Graniten, wobei der wesentliche Unterschied im Auftreten vom Feldspatvertreter Nephelin und dem Fehlen von Quarz begründet liegt. Biotit hat generell recht niedrige Gehalte und die hauptsächlichen mafischen Minerale sind (±) Klinopyroxen und (±) Amphibol. Ihre gewöhnliche graue Farbe ist etwas dunkler als bei Graniten. Recht seltener, hochgradig metamorphosierter Nephelinsyenit mit Gneistextur (Nephelinsyenitgneis) wird als Litchfieldit bezeichnet. Ein Beispiel hierfür findet sich bei Canaã, Rio de Janeiro, in Brasilien.

## Gefüge
Nephelinsyenite sind holokristallin, ihre Körner sind normalerweise gleichkörnig und in etwa gleichförmig ausgerichtet. Die Korngröße schwankt gewöhnlich zwischen 2 und 5 Millimeter, kann sich aber bis auf 0,6 Millimeter reduzieren bzw. bis auf 30 Millimeter erhöhen. Nephelinsyenite besitzen ein hypidiomorph-körniges Gefüge, wobei die Feldspäte zumindest teilweise idiomorph entwickelt sind. In seltenen Fällen zeigt das Gestein porphyrisches Gefüge und führt sodann Phänokristalle von Alkalifeldspat, die 2 bis 5 Zentimeter lang und 0,5 bis 2,0 Zentimeter dick werden können. Die ausgerichteten Phänokristalle veranschaulichen Kumulattextur. Nephelinsyenite können auch pegmatitisch auftreten, Varietäten von mittlerer Korngröße werden dann als Nephelinmikrosyenit bezeichnet. Auch Lagentextur wird gelegentlich verwirklicht, beispielsweise im Ilímaussaq-Komplex in Südgrönland oder im Lovosero-Massiv auf der Halbinsel Kola in Russland.

## Vorkommen

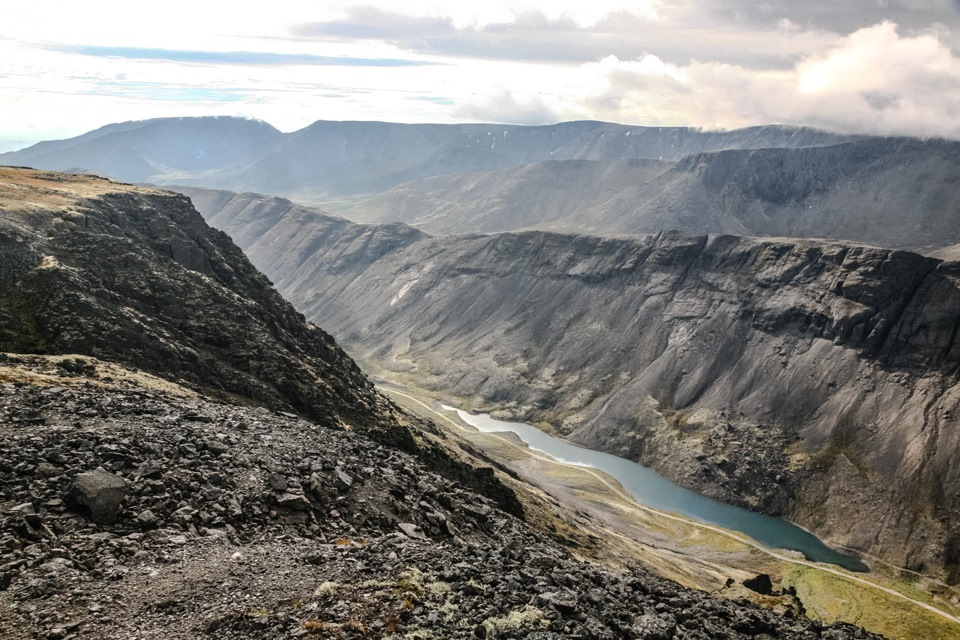
Die Chibinen mit dem Kukiswumtschorr sind nicht nur das größte Nephelinsyenitgebiet der Welt, sondern auch – nach dem Guli-Komplex in Ostsibirien – das weltweit zweitgrößte Alkaligesteinsgebiet

Rein physisch treten Nephelinsyenite in Intrusionen auf, in welchen sie als Linsen, Stöcke, Röhren und Gänge vorliegen. Batholithen aus Nephelinsyenit (wie beispielsweise bei Itarantim in Brasilien) und/oder Nephelinitsyenitmassive können stellenweise mit Karbonatiten in Verbindung stehen. Nephelinsyenite können auch Lagenintrusionen bilden.
Das allgemeine Vorkommen von Nephelinsyeniten ist an intrakontinentale Grabenbrüche (Rifts) und intrakontinentale Hotspots gebunden, ferner an Vulkanbögen und seltener an ozeanische Inseln wie beispielsweise die Azoren. Auch der obere Bereich von Subduktionszonen wird in Erwägung gezogen.
Nephelinsyenite (und deren Varietäten) sowie Phonolithe treten so gut wie weltweit auf finden sich in Australien (Tasmanien), in Bolivien, in Brasilien, in China, in Deutschland (Kaiserstuhl – bei Vogtsburg im Kaiserstuhl als Sodalithsyenit und am Katzenbuckel bei Eberbach als Shonkinit), in Finnland, in Frankreich in den Pyrenäen, auf Grönland, in Indien, in Indonesien, in Irland, in Italien, im Kamerun, in Kanada (Britisch-Kolumbien und Ontario), auf Kap Verde, in Kasachstan, in Kirgisistan, auf Madagascar, in Malawi, in Norwegen, in Pakistan, in Portugal, in Russland (auf Kola, im Ural und im Nordosten Sibiriens im Guli-Massiv), in Schottland, in Schweden, in Südafrika im Transvaal, auf Timor, in Tschechien, in der Türkei, in der Ukraine, in den Vereinigten Staaten (so im Magnet Cove igneous complex in Arkansas, im Red Hill Syenite in New Hampshire, im Beemervile-Komplex im Norden New Jerseys, in Massachusetts, in den Bergen der Central Montana Alkali Province in Montana und in Texas) und in der Westsahara.
Phonolithlaven haben sich im Ostafrikanischen Grabenbruch in enormen Ausmaßen gebildet, so dass ihr dortiges Volumen womöglich das Volumen aller anderen Phonolithe übersteigt.
Auch im Bushveld-Komplex finden sich Nephelin-normative Gesteine, die möglicherweise durch das partielle Aufschmelzen der äußeren Hülle dieser großen ultramafischen Lagenintrusion entstanden waren.
Generell sind Nephelinsyenite relativ seltene Gesteine. In Großbritannien (im Borralan-Komplex in Schottland), in Frankreich (bei Fitou in der Nähe von Narbonne) und in Portugal (am Fóia bei Monchique) ist jeweils nur ein einziges größeres Vorkommen bekannt. In Finnland (bei Kuolojarvi und bei Kiihtelysvaara, Joensuu in Nordkarelien), in Norwegen (in der Lillebukt Nepheline Mine auf der Insel Stjernøya bei Alta in der Finnmark sowie im Larvik Plutonic Complex im Oslorift) und in Schweden (bei Särna, Gemeinde Älvdalen in der Dalarnas län sowie der Norra Kärr Nephelinsyenit bei Gränna, Jönköping im Jönköpings län) bestehen aber mehrere Vorkommen.

### Varietäten

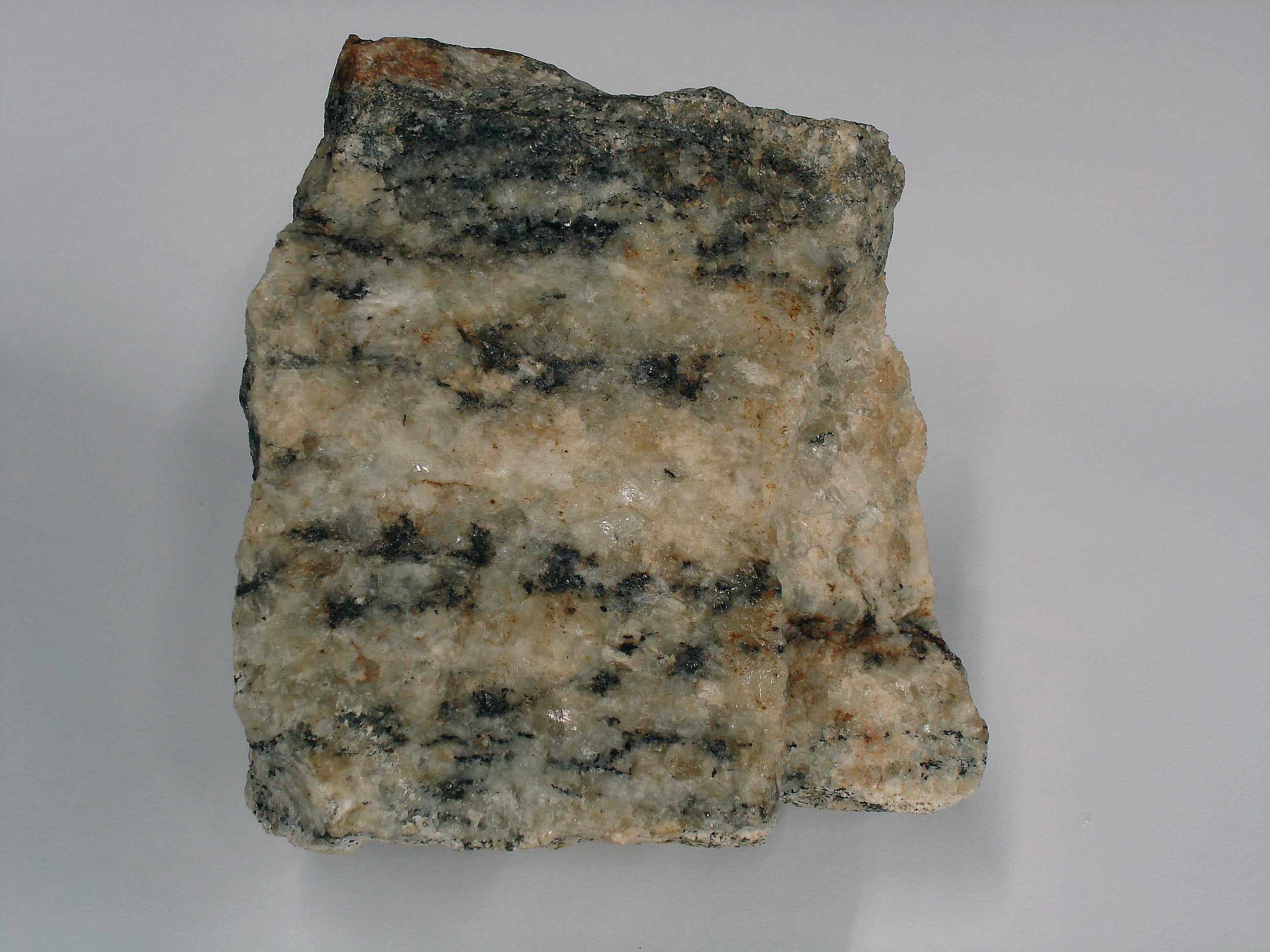
Litchfieldit aus Rio de Janeiro, Brasilien

Es gibt eine große Anzahl kieselsäure-untersättigter Gesteine und peralkalischer Magmatite, erkennbar an vielen örtlichen Varietätsnamen. Meist handelt es sich hierbei um Nephelinsyenite, die sich durch ein oder mehrere seltene Mineralien auszeichnen.
Nephelinsyenite von der Serra do Tanguá in Brasilien führen Sodalith und oft reichhaltig Augit. Ganz ähnlich auch die Vorkommen von Zwarte Koppies in Transvaal, in Madagascar, in São Paulo in Brasilien, am Paisano Pass in Westtexas und bei Montreal in Quebec. 
Agpait (benannt nach der Lokalität Agpat, heute Appat, im Ilímaussaq-Komplex auf Grönland) ist eine Nephelinsyenitvarietät mit komplizierten Zirconium- und Titanmineralen, enthält aber keine einfacher aufgebauten Minerale wie Zirkon oder Ilmenit. Sie sind sehr reich an Halogen-führenden Natrium-Calcium-HFSE-Mineralen – am häufigsten sind hierunter die Minerale der Eudialyt-, der Rinkit- und der Wöhleritgruppe. Der Terminus agpaitisch ist sehr wichtig in der Unterscheidung von Alkaligesteinen. Er umschließt an Kieselsäure untersättigte Gesteine mit Aluminiumdefizit. Miaskitische Gesteine hingegen haben einen Aluminiumüberschuss.
Assyntit (nach Assynt in Schottland). Lokalname für eine Nephelinsyenit-Varietät, die sich aus reichlich Orthoklas, kleineren Mengen Sodalith und Nephelin mit Aegirin-Augit, Biotit und großen Titanitkristallen (Sphen) zusammensetzt. Der Assyntit steht östlich von Ledbeg an und gehört zum Borralan-Komplex.
Borolanit ist eine lokale, grobkörnige Nephelinsyenitvarietät des Borralan-Komplexes in Nordschottland und führt Alkalifeldspat und Nephelin (sowie dessen Umwandlungsprodukte), aber auch Biotit und Melanit. Meist enthält das Gestein noch Pseudoleucit, hervorgegangen aus der Pseudomorphose von Leucit.
Canadit ist eine grobkörnige Nephelinsyenit-Varietät, in der der Feldspat im Wesentlichen Albit- oder natriumdominanter Plagioklas ist, mit reichlich mafischen Mineralen, insbesondere Biotit und Amphibol.
Cancrinitsyenit mit einem hohen Prozentsatz an Cancrinit kommt aus Dalarna in Schweden und wird auch in Finland angetroffen.
Ditroite sind biotithaltige Nephelinsyenite, die nach Ditrău in Siebenbürgen (Rumänien) benannt sind. Ihre Zusammensetzung ist Mikroklin, Albit, Risse verfüllender, intergranularer Sodalith, Cancrinit, ferner Orthoklas, Nephelin, Biotit, Aegirin (Akmit) sowie primärer Calcit. Der Begriff wurde von Waldemar Brøgger als allgemeiner Begriff für Nephelinsyenite mit körniger Textur verwendet.

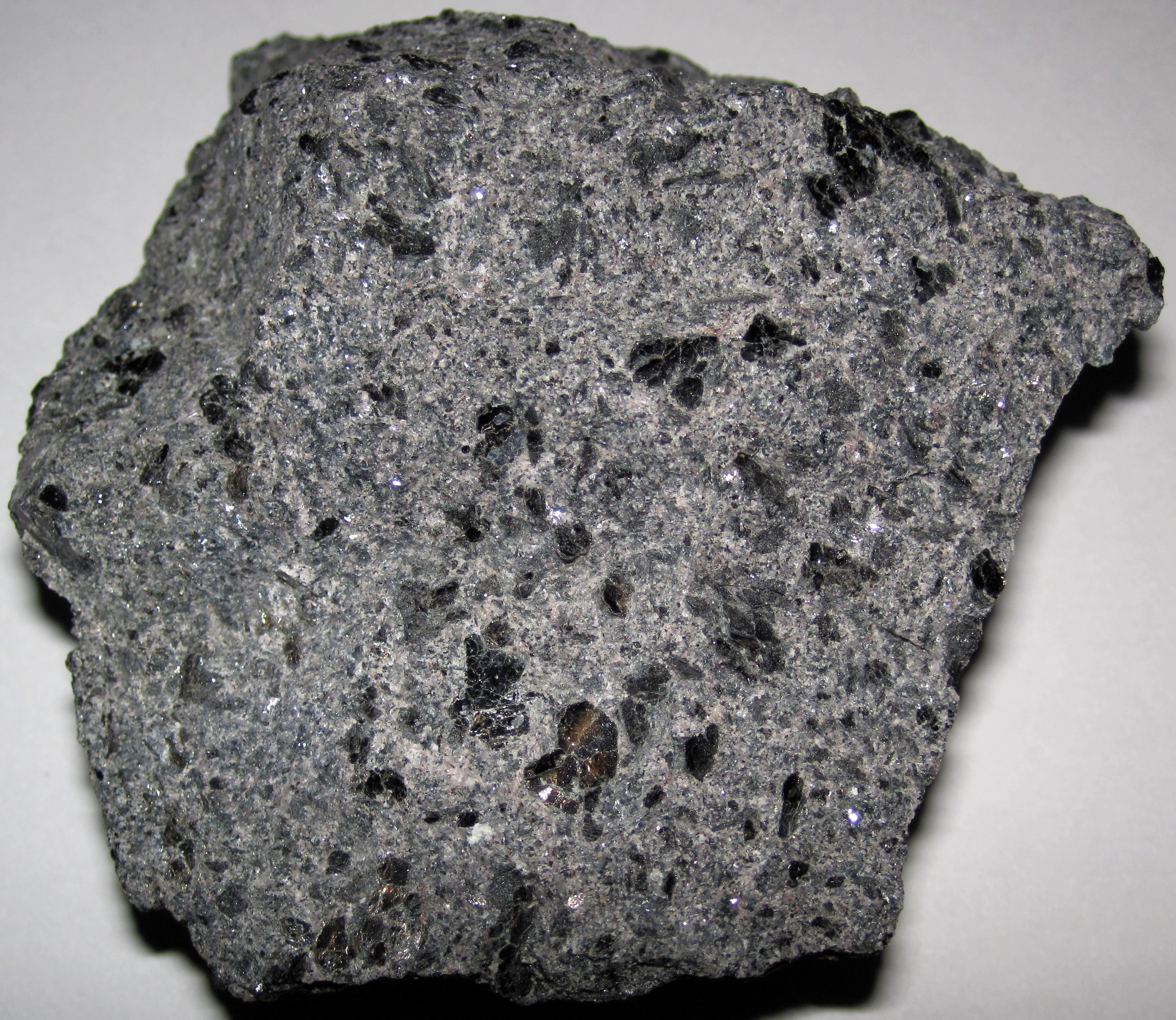
Shonkinit, Mountain Pass Alkaline Suite, Kalifornien, USA

Foyait ist ein meist peralkalischer Hypersolvus-Nephelinsyenit. Das Gestein ist nach dem Berg Foia in der westlichen Algarve (Serra de Monchique) in Portugal benannt. Foyaite sind Alklifeldspat-Nephelinsyenite (hauptsächlich Orthoklas), die weniger als 10 Volumenprozent an ferromagnesischen Mineralen enthalten, darunter Pyroxene, Hornblende und Biotit, ferner Sodalith und als Akkzessorie Zirkon. Ihr Gefüge ist wegen des plattig-tafeligen, parallel eingeregelten Orthoklases trachytisch. Das Vorkommen von Salem in Massachusetts ist ein Glimmer-Foyait reich an Albit und Aegirin. Es ist mit Granit und Essexit assoziiert.
Der Jacupirangit von Jacupiranga in Brasilien ist ein schwärzliches Gestein – zusammengesetzt aus Titanaugit, Magnetit, Ilmenit, Perovskit und Nephelin sowie sekundärem Biotit.
Kakortokit ist ein peralkalischer, Eudialyt-führender Nephelinsyenit aus Südgrönland, benannt nach Qaqortoq in der Kommune Kujalleq. Kakortokit ist eine agpaitische Nephelinsyenit-Varietät. Das Gestein zeigt magmatische Schichtung und eine hervorragende Kumulat- und Lagentextur. Hierbei wiederholen sich Lagen von Arfvedsonit, roter Eudialyt und Alkalifeldspat. Daneben erscheinen Aegirin und Arfvedsonit. Kakortokit wird als dekoratives Ornamentsgestein verwendet.
Lakarpit, nach Lakarp im Norra-Kärr-Komplex, Gränna, Jönköping, Jönköpings län, Schweden, ist ein lokaler Name für einen grobkörnigen Nephelinsyenit mit Alkalifeldspat, alteriertem Nephelin, reichlich Arfvedsonit, Aegirin und etwas Pektolith.
Laurdalite (auch Lardalite) sind grobkörnige Alkalisyenite bzw. Nephelinsyenite und benannt nach Laurdal in Norwegen. Sie führen modal mehr als 10 % an Feldspatvertretern und sind porphyrisch. Dies sind graue oder auch rosafarbene Gesteine, die in vieler Hinsicht den Larvikiten Südnorwegens ähneln, mit denen sie auch vergesellschaftet sein können. Laurdalite bestehen aus rhombenförmigen Alkalifeldspatkristallen (Anorthoklas oder ternären Feldspäten) und großen Nephelinkristallen, Biotit, grünem Augit, recht reichhaltig Apatit und in seltenen Fällen auch Olivin. 
Larvikite sind nach Larvik benannt und sind auf polierten Oberflächen an einem silberblauen Schillereffekt zu erkennen. Dieser entsteht durch abwechselnde Lagen von Alkalifeldspat und Plagioklas, wobei der Alkalifeldspat zu mikroskopischen Perthiten entmischt ist.
Die Varietät Litchfieldit ist ein grobkörniger, etwas foliierter Nephelinsyenit mit mehrheitlich Albit und auch Mikroklin. Sie steht in verstreuten Blöcken bei Litchfield in Maine an. Charakteristisch sind ferner neben Mikroklin und Albit die Minerale Nephelin, Cancrinit, Sodalith, Calcit und Lepidomelan – mafische Minerale sind Magnetit und eisenreicher Biotit. Sehr ähnlich ist auch der Nephelinsyenit aus dem Hastings County in Ontario, der praktisch nur Albit führt und keinerlei Orthoklas. Dieses Gestein ist außerdem sehr reich an Cancrinit, Sodalith, Skapolith, Calcit, Biotit und Hornblende. Weitere Vorkommen finden sich in Kanada am French River und am Blue Mountain, in Norwegen in Solør (Våler), in Portugal bei Cevadais und in Brasilien im Alkalimassiv von Canaã. Wie bereits angesprochen kann Litchfieldit eine Foliation aufweisen und als Gneis auftreten.
Die agpaitische, peralkalische Nephelinsyenit-Varietät Lujavrit (auch Lujaurit geschrieben) ist meso- bis melanokratisch und wesentlich dunkler als der Litchfieldit – was auf Minerale wie Augit, Aegirin, Arfvedsonit, andere Amphibole und Eudyalit zurückzuführen ist. Der Alkalifeldspat kann perthitisch sein oder als Mikroklin und Albit auftreten. Lujavrite enthalten reiche Mineralisationen von Phasen mit inkompatiblen Elementen wie Seltene Erden, Uran, Thorium und Lithium. Typische Beispiele stammen aus Lujaur bzw. Lujavr Urt am Weißen Meer (kildinsamischer Name der Lowosero-Tundra in Nordwest-Russland), wo Lujavrite zusammen mit Umptekiten und anderen seltsamen Gesteinen auftreten. Lujavrite sind oft parallelgebändert (betonte magmatische Lamination) mit gneisartigem Gefüge. Lujavrite finden sich auf Kola in Russland in den Massiven von Lovosero und Odikhincha sowie in den Bergen von Selsurt, Kuiwtschorr, Engpor und Karnassurt. Bekannt sind sie auch in Grönland bei Igaliku, Ilímaussaq und Kvanefjeld. Andere Fundstellen sind der Stettin-Pluton in Wisconsin, der alkalische Ringkomplex Pilanesberg in Südafrika, der Saima-Komplex in China  und der alkalische Komplex Poços de Caldas in Brasilien.
Zur Gruppe der Lujavrite zählen auch die Sodalithsyenite von Julianehaab in Grönland. Diese manifestieren Pseudoleucite (Pseudomorphosen von Leucit) an ihren Rändern. In ihnen hat Sodalith nahezu oder vollständig Nephelin verdrängt. Neben Perthiten aus Mikroklin enthalten diese Gesteine Aegirin, Arfvedsonit und Eudialyt.
Malignit ist ein mesokratischer Foidsyenit, der einst zu den Nephelinsyeniten gerechnet wurde. Er besitzt 30 bis 60 Volumenprozent mafische Minerale (Aegirin-Augit sowie Granat, Biotit und Amphibol) und gleiche Anteile von Orthoklas und Nephelin. Granat, Biotit und Amphibol können ebenfalls vorhanden sein. Benannt wurde das Gestein nach dem Maligne River in Ontario, Kanada.
Mariupolit ist ein an Albit reicher, leukokrater Nephelinsyenit. Er stammt aus Mariupol in der Oblast Donezk in der Ukraine. Das Gestein gehört zum Oktjabrski (Mariupolski) Massiv (russisch Октябрьский (Мариупольский) массив). Es wird durch die Abwesenheit von Kalifeldspat und die Anwesenheit von Albit und Aegirin charakterisiert.
Miaskit, benannt nach Miass im Südural, ist ein leukokrater, monzonitischer Hypersolvus-Foidsyenit, der sich aus calciumreichen Albit, Perthit und den Feldspatvertretern Nephelin und Cancrinit aufbaut. Biotit ist das vorherrschende mafische Mineral, Akzessorien sind Ilmenit, Zirkon und Pyrochlor. Der Terminus miaskitisch ist sehr wichtig in der Unterscheidung von Alkaligesteinen. Miaskitische Gesteine haben im Gegensatz zu agpaitischen Gesteinen einen Aluminiumüberschuss.
Naujait ist ein agpaitischer, poikilitischer Nephelin-Sodalith-Syenit, bei dem die Feldspatvertreter (kleine Sodalith-Körner) in großen Alkalifeldspatkörnern oder in Eisen-Magnesium-Silikaten (große Körner von Aegirin, Arfvedsonit oder Eudialyt) eingeschlossen sind. Der Sodalith-Gehalt des Gesteins kann 50 % erreichen. Es wurde nach Naajakasik (vorher Naujakasik) im Ilímaussaq-Komplex in Südgrönland benannt.
Der Pienaarit (benannt nach dem Fluss Pienaarsrivier in Gauteng in Südafrika) ist eine mafische Nephelinsyenit-Varietät mit reichlich Titanit, Aegirin-Augit und Anorthoklas.
Der Pulaskit ist ein nephelinhaltiger Alkalisfeldspatsyenit aus dem Pulaski County im zentralen Arkansas. Er enthält Alkalifeldspat und variierende Mengen an Na-Pyroxenen und -Amphibolen sowie Fayalit, Biotit und geringe Mengen an Nephelin.
Shonkinit hingegen ist eine melanokratische Varietät eines Feldspatvertreter enthaltenden Syenits, der modal bis zu 60 % an mafischen Mineralen (wie Augit, Biotit und Olivin) und 10 % an Feldspat vorweisen kann. Shonkin ist der indianische Name für die Highwood Mountains in Montana.
Urtit (von Lujaur Urt am Weißen Meer) wird hauptsächlich von Nephelin aufgebaut – mit Aegirin und Apatit als Zusätze, jedoch keinerlei Feldspat.

## Entstehung

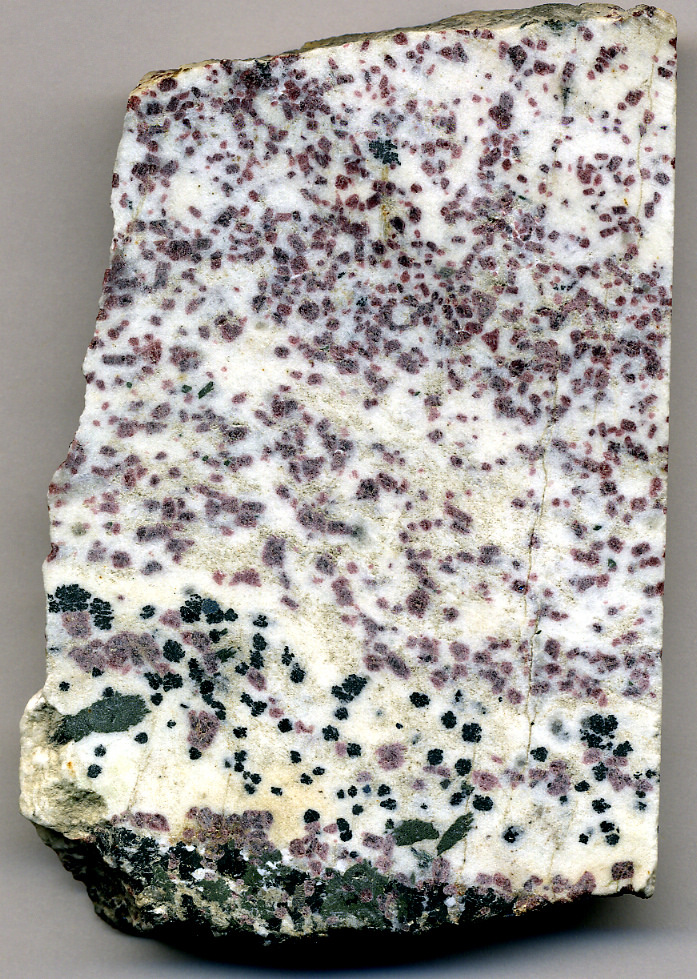
Kakortokit von Kangerdluarssaq, Südgrönland

Die Petrogenese der SiO2-untersättigten felsischen Alkaligesteine wie der Nephelinsyenite ist noch nicht vollständig geklärt. Diese Magmatite bilden sich typischerweise durch partielles Aufschmelzen im Erdmantel und/oder im tiefen Krustenbereich. Bei diesem Schmelzvorgang kann es zu einer Kontaminierung und Assimilierung mit Krustenmaterial kommen. Dies wird durch die inkompatiblen Elemente und Seltenen Erden nahegelegt. Die Aufschmelzrate war aber hierbei sehr gering und die Abkühlung erfolgte extrem langsam.
Generell darf angenommen werden, dass Nephelinsyenite (und auch Phonolithe) durch fraktionierte Kristallisation von aus dem Erdmantel abgeleiteten (mafischen und SiO2-untersättigten) Schmelzen bzw. Teilschmelzen ihren Ausgang nehmen.
Kleinvolumige Phonolithgesteinskörper in tektonischen Intraplattenumgebungen (sowohl auf kontinentalen als auch auf ozeanischen Inseln) lassen sich zwar leicht als Endprodukte der extremen Fraktionierung mafischer alkalischer (alkalibasaltischer, basanitischer oder olivinnephelinitischer) Magmen herleiten. Mit diesem kleinvolumigen Prozess lassen sich aber nicht größere Vulkanprovinzen und große Intrusionen über oft Hunderte von Quadratkilometern erklären. Großangelegte Intrusivkörper sind daher wohl eher durch partielle Anatexis von alkalibasaltischen Protolithen in der Unterkruste zu verwirklichen.
Auch die Rolle der Metasomatose sollte im Entstehungsprozess nicht unterschätzt werden. In einigen mit Karbonatiten assoziierten Ringkomplexen ist Metasomatose (beispielsweise durch Fenitisierung) sehr wichtig. Andere Nephelinsyenite scheinen metasomatisch sogar durch eine Nephelinitisierung präexistenter Granitgneise gebildet worden zu sein. 
Nephelinsyenitische Magmen kommen in sehr unterschiedlichen geologischen Environments vor – so beispielsweise in kontinentalen Grabenbrüchen und Riftzonen, auf ozeanischen Inseln und oberhalb von Subduktionszonen. Nephelinsyenite und Phonolithe können durch fraktionierte Kristallisation oder durch partielles Aufschmelzen aus mafischeren, untersättigten Mantelschmelzen hervorgehen. Magmatite, die als Normmineral Nephelin aufweisen, sind gewöhnlich mit anderen ungewöhnlichen Magmatiten wie beispielsweise Karbonatit assoziiert. Die Assoziation mit Karbonatiten (mit normativem Nephelin) zeigt, dass beim partiellen Aufschmelzen manchmal auch mehr an Kohlendioxid als an Wasser vorhanden war.
Schließlich vermag eine extrem niedrige Aufschmelzrate selbst aus Krustenmagmatiten und Graniten durchaus auch untersättigte Silikatschmelzen hervorzubringen. Schmelzen dieser Art bilden Nephelinsyenite, indem sie Orthoklas durch Feldspatvertreter wie Nephelin, Leucit oder Analcim ersetzen.
Weitgehendes Einverständnis besteht jetzt darin, dass Nephelinsyenite und andere Foidsyenite aus sehr alkalireichen Magmen generiert wurden und sich häufig in ringförmigen Intrusionskörpern – allein oder zusammen mit anderen Alkaligesteinen vergesellschaftet – auffinden lassen. Solche Alkaligesteinskomplexe befinden sich zumeist in kontinentalen Riftzonen wie dem Oslograben (Oslorift), dem Gardar-Rift und dem Kenya-Rift oder auch „oberhalb“ von Subduktionszonen des Kordillerentyps (Supra-Subduktionspositionen in Subduktionszonen). 
Agpaitische Nephelinsyenite erscheinen typischerweise in Intraplatten-Environments. Sie bilden hierbei Intrusivkomplexe oder Teile davon – in nicht-agpaitischen Komplexen nur Gänge und Pegmatite im Spätstadium. Die bekanntesten Beispiele für agpaitische Nephelinsyenit-Massive sind die Komplexe Ilímaussaq, die Chibinen, Lowosero, Mont Saint-Hilaire, Tamazeght (Marokko), Pilanesberg (Südafrika) und Saima (China). Agpaite in kleineren Teilen von Massiven finden sich im Motzfeldt-Zentrum (Südgrönland) und dem McGerrigle-Komplex auf Gaspé in Québec. Agpaite in Form von spätgebildeten Pegmatiten und Gängen treten in der Region Langesundsfjord in Südnorwegen, in Fitou in Südfrankreich und im Gardiner-Komplex in Ostgrönland auf.
Eine systematische Zusammenstellung zur Vielfalt und relativen Häufigkeit von mit Karbonatiten verbundenen magmatischen Silikatgesteinen, darunter auch der Nephelinsyenite, gibt Alan R. Woolley.

## Verwendung
Da Nephelinsyenite keinen Quarz enthalten und sehr reich an Feldspat und Nephelin sind, finden sie Verwendung in der Baustoff-, Glas- und in der Keramikindustrie als feuerfeste Werkstoffe, Emails, Glasuren, in Pigmenten und als Zuschlagsstoffe. Das Gestein wird hierbei zermahlen und die dunklen Minerale sorgfältig aussortiert, so dass eine Mixtur von hauptsächlich Feldspat und Nephelin übrig bleibt. Diese Mixtur enthält mehr an Alkalien und Aluminium, jedoch weniger an Feldspat und Kieselsäure als in aus Pegmatiten gewonnenen Feldspäten normalerweise vorhanden ist, sie ist somit ein besserer Rohstoff. Da Nephelinsyenite Feldspäte ersetzen, bewirken sie eine niedrigere Fließtemperatur und somit generell einen niedrigeren Energieverbrauch.
Nephelinsyenite sind aluminium- und alkalireiche Gesteine und werden hauptsächlich wie Feldspäte als Quelle für Aluminiumoxid und Alkalien bei der Glas- und Keramikherstellung verwendet. Bei der Glasherstellung verzögert Aluminiumoxid Al2O3 die Entglasung des Endprodukts und bewirkt in Keramikprodukten Haltbarkeit und Inertheit. Die Alkalien wirken in beiden Prozessen als Flussmittel. Der Hauptvorteil der Verwendung von Nephelinsyenit in Keramiken besteht darin, dass er einen etwas niedrigeren Schmelzpunkt (1140 – 1170 °C) als Natriumfeldspat (1170 – 1200 °C) aufweist und daher eine kürzere Brennzeit und weniger Energiezufuhr erfordert. Bei der Glasherstellung ist der hohe Aluminiumoxidgehalt des Nephelinsyenits jedoch ein Nachteil, da er langsamer schmilzt als Feldspat und somit die zum Erhitzen der Charge erforderliche Zeit verlängert. Vor allem für farbige Braun- und Grüngläser werden keine Feldspäte, sondern Nephelinsyenit verwendet.
Trotz dieser technischen Faktoren sind der Preis und die lokale Verfügbarkeit die Hauptkriterien für die Wahl zwischen Nephelinsyenit oder Feldspat. In den USA kommt beispielsweise Nephelinsyenit aus Kanada in den nordöstlichen Bundesstaaten und Feldspat aus den südöstlichen USA in den südlichen Bundesstaaten zum Einsatz. In den westlichen USA werden lokal vorkommende Feldspatsande benutzt.
Geringe Mengen an Nephelinsyenit werden für Feuerfestmaterialien sowie als Füllmaterial in einer Vielzahl von Produkten wie Farben,
Kunststoffen, Klebstoffen, und Dichtungsmassen verwertet.
Ferner wird Nephelinsyenit für Beschichtungen und Lackierungen (Latex- und Alkaloidfarben, Metallgrundierungen, Holzsiebe, Versiegelungen, Grundierungen, Kunststoffe einschließlich PVC und Epoxid) sowie als mildes Schleifmittel und Scheuerpulver verwendet.
In Russland dient Nephelinsyenit auch als Rohstoff für Aluminiummetall. Der aus dem zerkleinerten Nephelinsyenit durch Flotation gewonnene Nephelin wird zusammen mit Kalkstein in einem kohlebefeuerten Sinterofen geschmolzen; Nebenprodukte dieses Verfahrens sind Natriumkarbonat, Kaliumkarbonat und Calciumsilikat.

### Baustein
Insbesondere die farbigen Foidsyenite wie der blaue Sodalithsyenit Azul da Bahia („Azul Bahia“) von der „Fazenda Hiassu“ bei Itaju do Colônia, Bahia, sowie der kommerziell als „Blue Guanabara Granite“ („Granito Cinza Azul Guanabara“, „Granito Azul Guanabara“) vermarktete Sodalith-Cancrinit-Nephelinsyenit aus dem „Gericinó-Mendanha-Massiv“ im Bundesstaat Rio de Janeiro, beide in Brasilien, werden als – teure und begehrte – Dekorsteine verwendet. Die Nephelinsyenite z. B. der Serra de Monchique werden als Werkstein, als Dekorstein sowie für Straßenpflasterungen abgebaut.

### Seltenerdelemente
Aus Nephelinsyeniten werden ferner auch Seltenerdelemente gewonnen. Lagerstätten von Eudialyt-reichem Kakortokit und Lujavrit wurden vor einiger Zeit im Ilímaussaq-Komplex als Quellen für Zr, Seltene Erden und Yttrium sowie Niob erforscht. Schließlich sind Nephelinsyenite und die genetisch mit ihnen verknüpften Pegmatite Quelle für ungewöhnliche Minerale, die sowohl für die Wissenschaft als auch für den Sammler hochinteressant sind.

### Gesamtproduktion
Im Jahr 1994 betrug die Produktion von Nephelinsyenit in Kanada 700.000 Tonnen (2015) und in Norwegen 330.000 Tonnen – den beiden größten Erzeugerländern. Weitere Erzeuger sind noch Brasilien, Russland und die Türkei.
1995 war eine weltweite Gesamtproduktion von 3,6 Millionen Tonnen Nephelinsyenit erreicht worden.

### Glasherstellung
Als Ausgangsstoff zur Glasherstellung gelten folgende Anforderungen:
- Al2O3 >23 %
- Na2O + K2O >14 %
- Fe2O3 <0,1 %.

Wichtig ist das Nichtvorhandensein refraktorischer Minerale. Der Ausgangsstoff wird grob zerrieben, typisch sind dabei die Siebstärken -40# bis +200#.

### Dünger
Neuerdings wird Nephelinsyenit auch als Rohstoff zur Herstellung von Kalidünger angesehen – was insbesondere für Entwicklungsländer von großem Interesse ist.

## Photogalerie

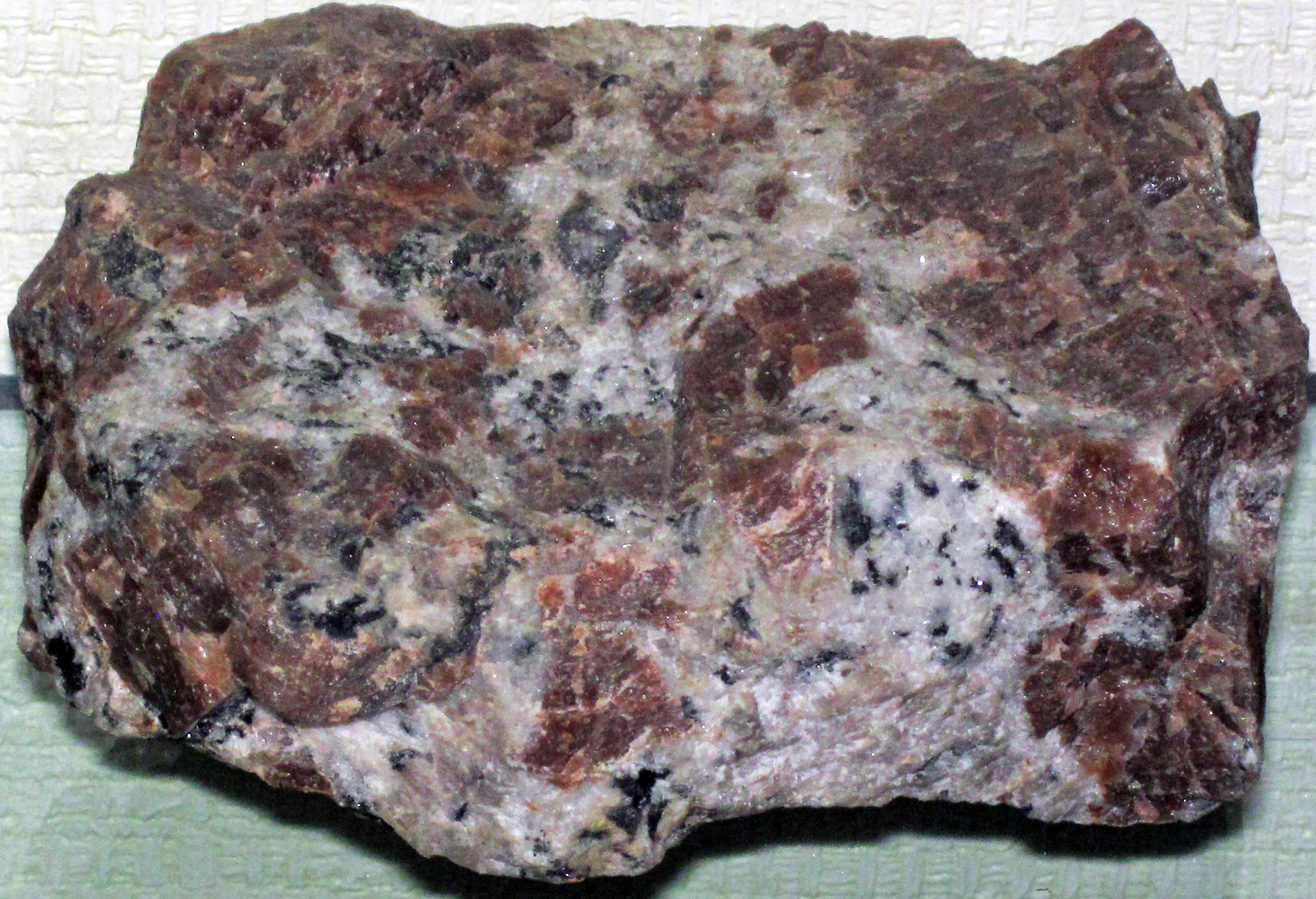
Nephelinsyenit von Wausau in Wisconsin
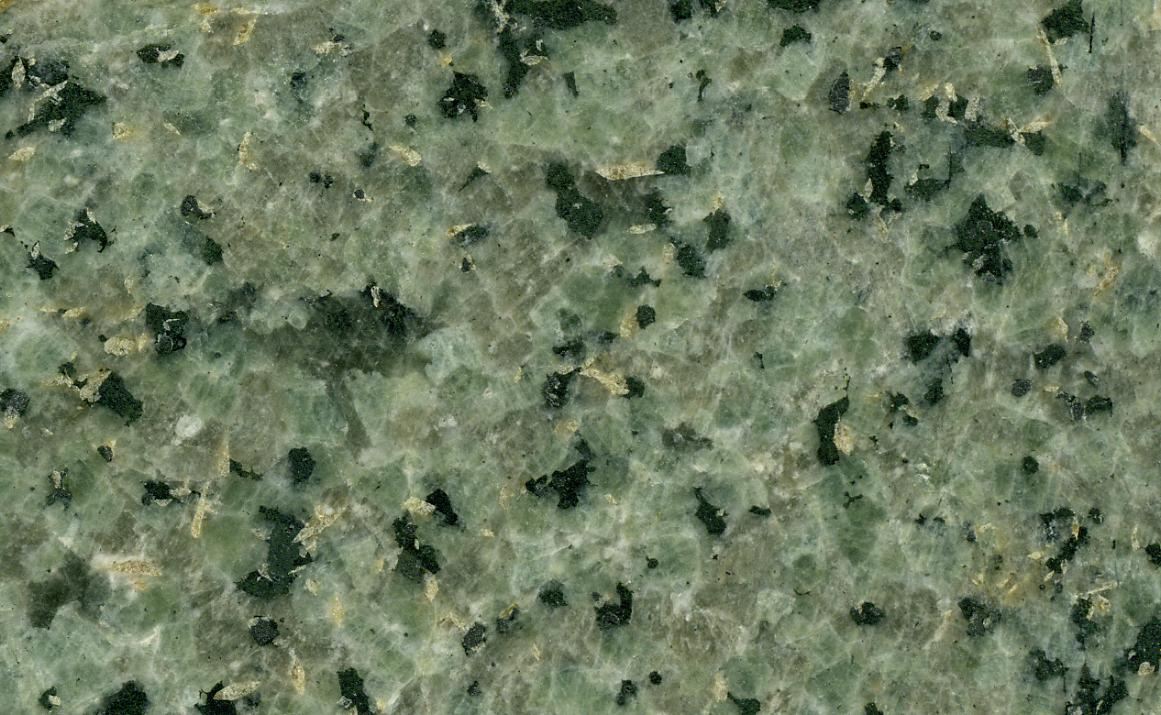
Nahaufnahme einer gesägten und polierten Probe eines Nephelinsyenits vom Ice River Complex im südöstlichen British Columbia, Kanada. Grünlichgrau = Nephelin; schwarz = Amphibol; gelblich = Titanit. Sichtfeld: 5,2 cm.
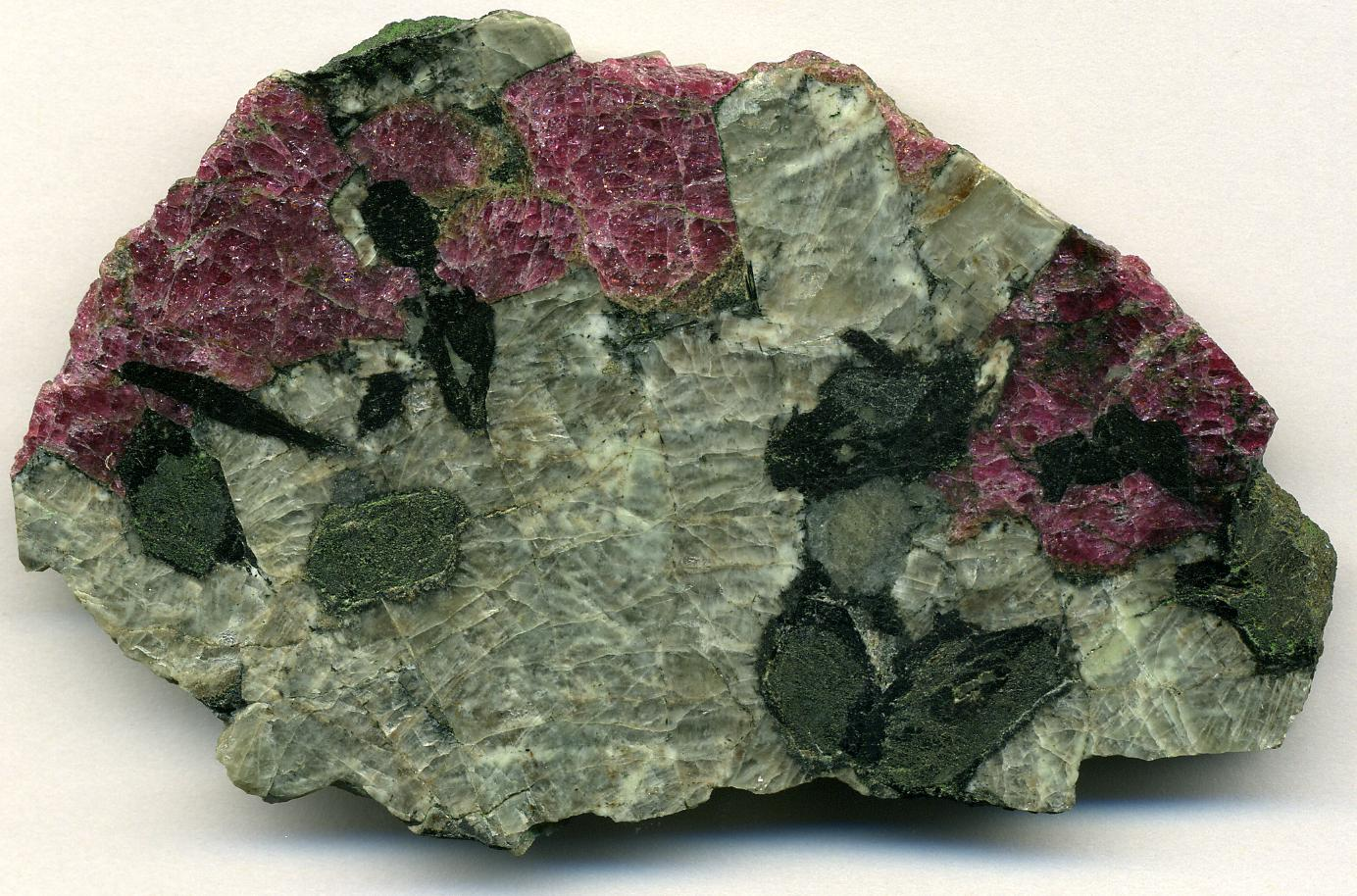
Eudialytischer Agpait (pegmatitischer peralkalischer Nephelinsyenit mit Eudialyt) aus den Chibinen
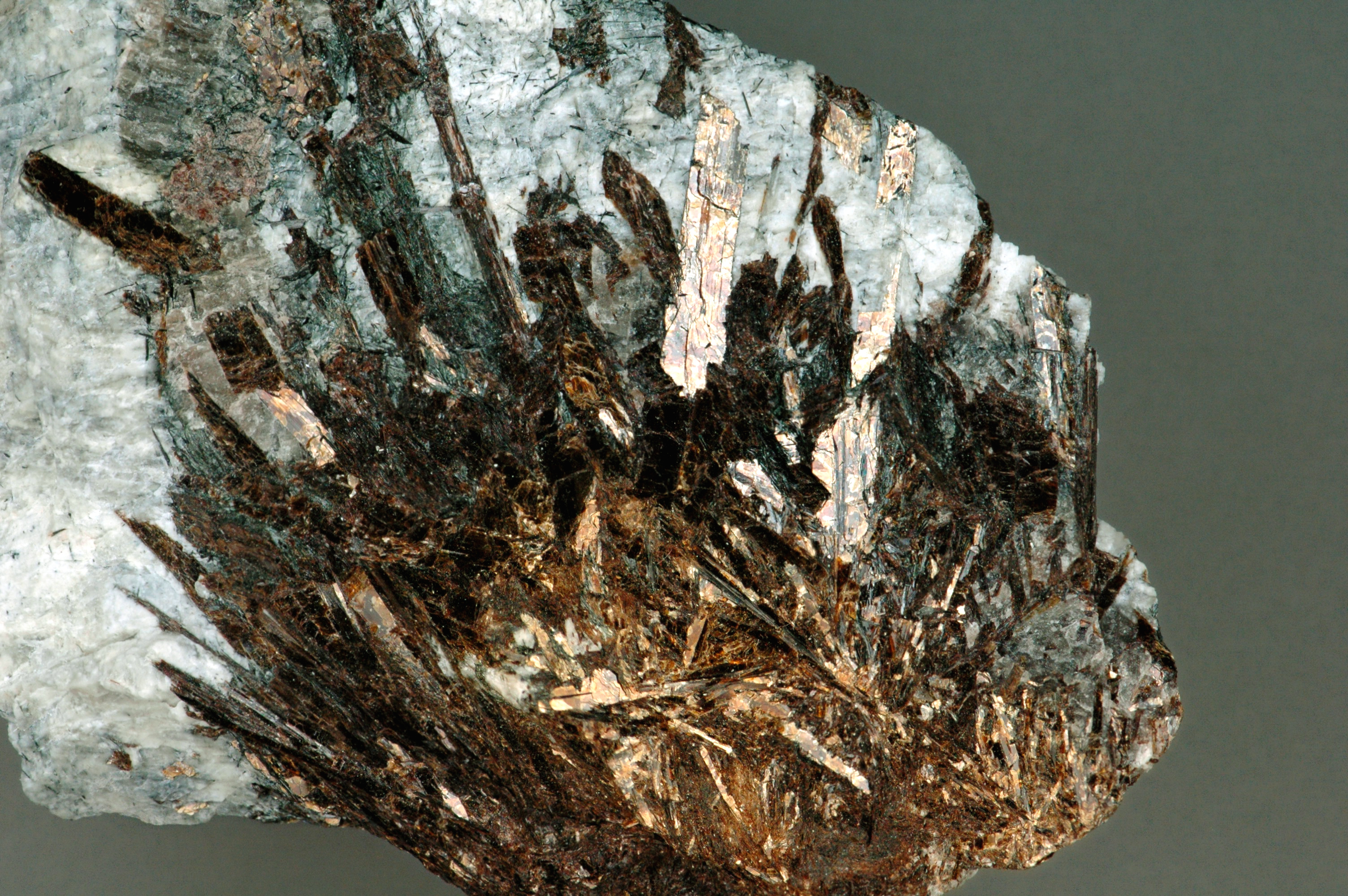
Astrophyllitischer Agpait (pegmatitischer peralkalischer Nephelinsyenit mit Astrophyllit) aus den Chibinen
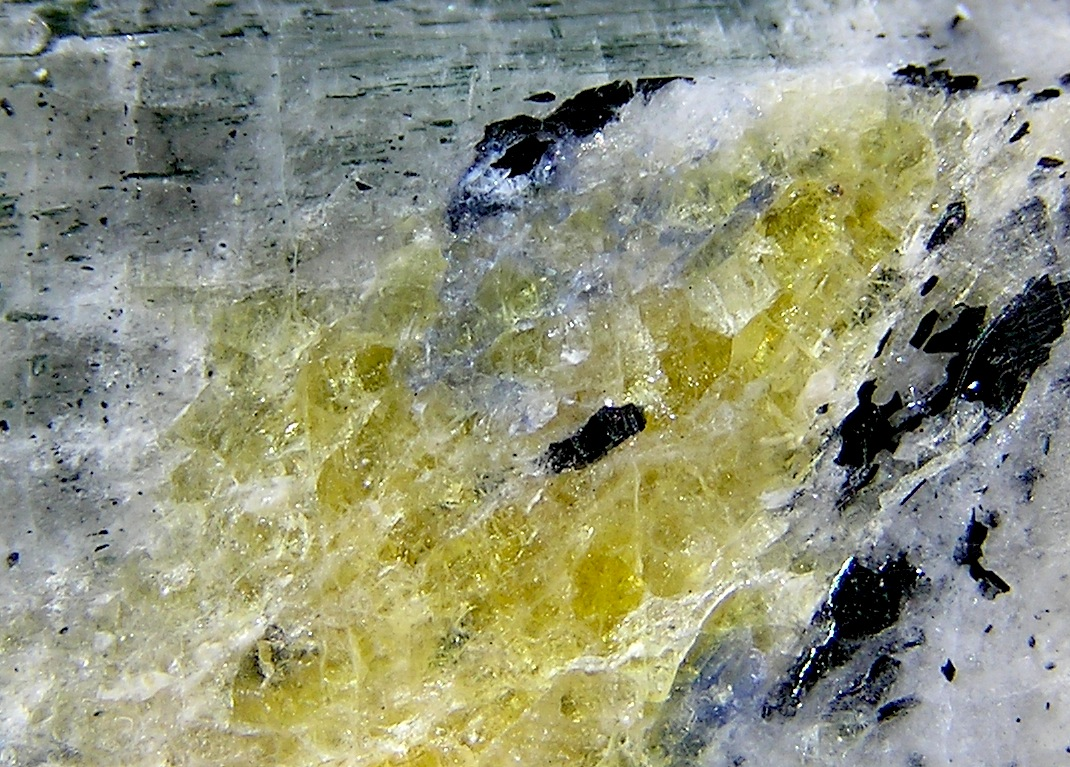
Dieser Litchfieldit führt drei verschiedene Foide: Nephelin, Cancrinit und Sodalith
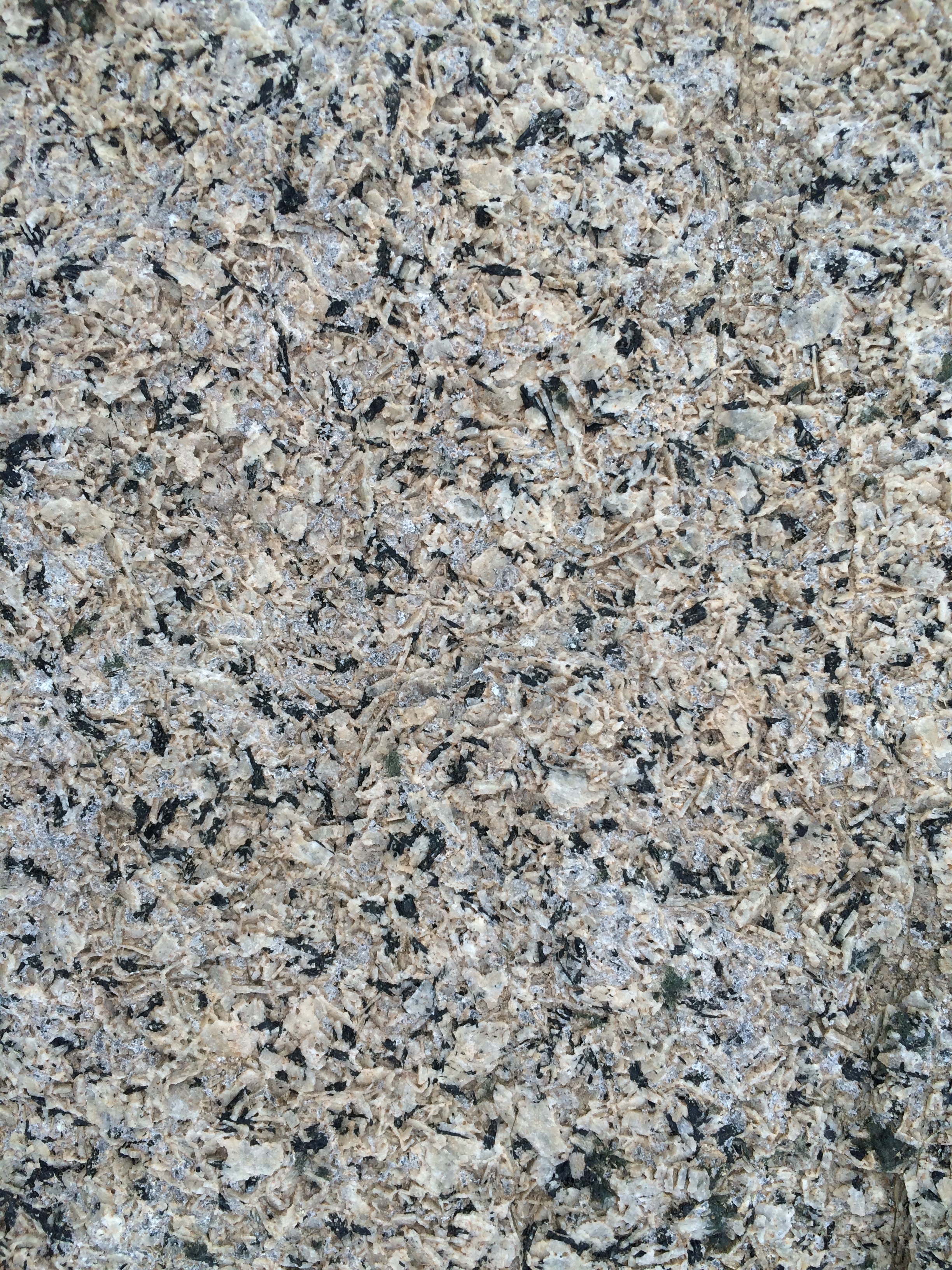
Nephelinsyenit, Lowosero-Massiv
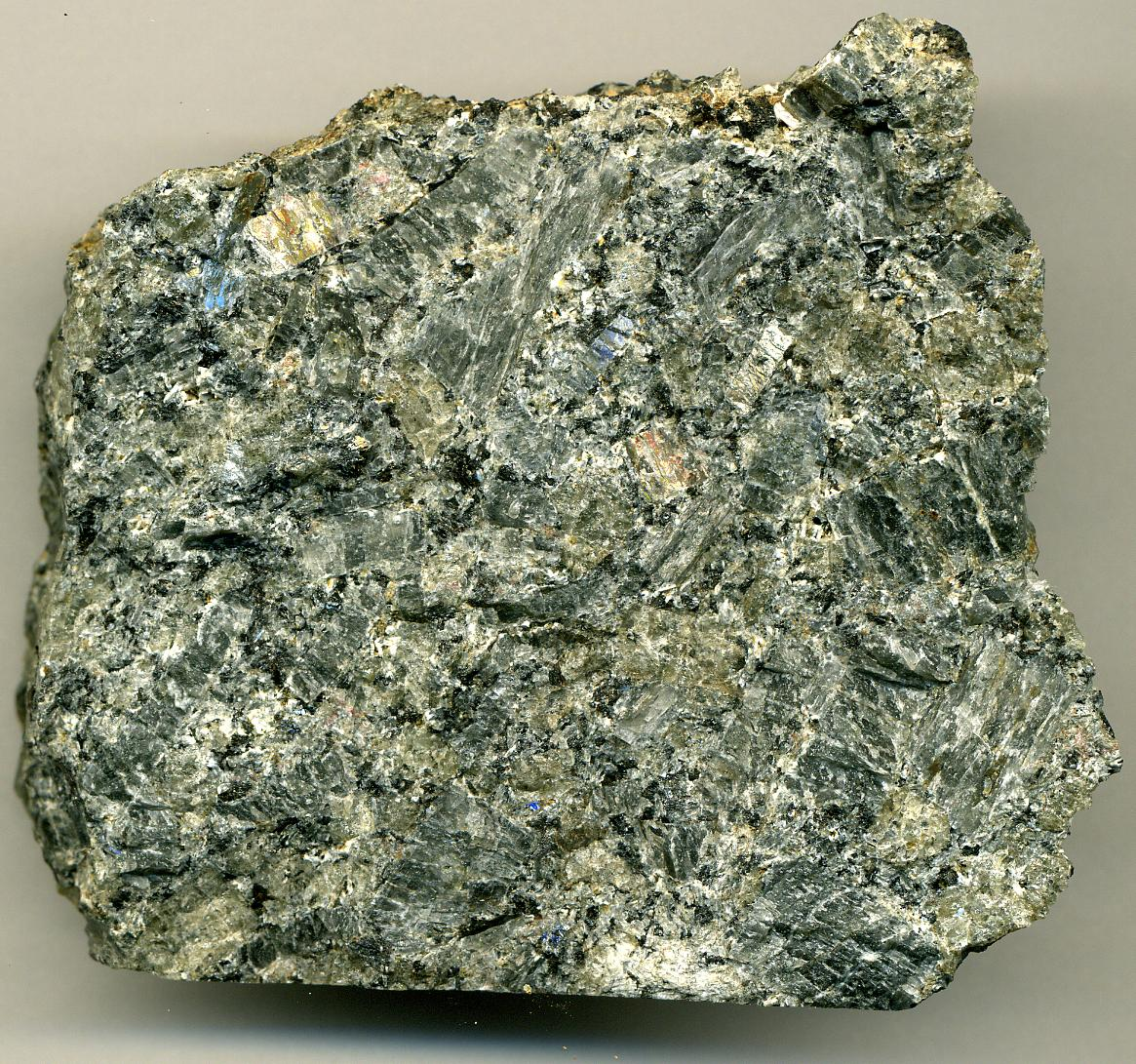
Porphyritischer Nephelinsyenit, Mt. Kenya, Kenia